# Mount Meharry
Mount Meharry är ett berg i Australien. Det ligger i regionen Ashburton och delstaten Western Australia, omkring 1 000 kilometer norr om delstatshuvudstaden Perth. Toppen på Mount Meharry är 1 249 meter över havet.
Mount Meharry är den högsta punkten i trakten. Trakten runt Mount Meharry är nära nog obefolkad, med mindre än två invånare per kvadratkilometer.. Det finns inga samhällen i närheten.
Omgivningarna runt Mount Meharry är i huvudsak ett öppet busklandskap. Genomsnittlig årsnederbörd är 512 millimeter. Den regnigaste månaden är januari, med i genomsnitt 214 mm nederbörd, och den torraste är augusti, med 1 mm nederbörd.